# Ana Kutner
Ana Kutner de Sousa (Rio de Janeiro, 23 de setembro de 1971), é uma atriz brasileira, de ascendência judaica. É filha dos atores Paulo José e Dina Sfat, e irmã da também atriz Bel Kutner e de Clara Kutner. Seus avós maternos eram judeus, seu avô era natural de Varsóvia (Polônia), e sua avó havia nascido na cidade de Safed, então parte do Império Otomano.

## Filmografia

### Televisão
| Ano  | Título                      | Personagem                | Notas                                  |
| ---- | --------------------------- | ------------------------- | -------------------------------------- |
| 1992 | Perigosas Peruas            | —                         | Participação                           |
| 1993 | Contos de Verão             | Samantha                  |                                        |
| 1994 | Incidente em Antares        | Estudante                 |                                        |
| 1994 | Confissões de Adolescente   | Isabela                   |                                        |
| 1994 | Você Decide                 | Gracinha                  | Episódio: Corações Partidos            |
| 1996 | Colégio Brasil              | Tininha                   |                                        |
| 1997 | Direito de Vencer           | Carol                     |                                        |
| 1998 | Mulher                      | Ester                     | Episódio: Perdas e Danos               |
| 1999 | Você Decide                 | Dina                      | Episódio:Assim é se lhe parece         |
| 2001 | O Direito de Nascer         | Dora de Juncal Monteverde |                                        |
| 2003 | Agora É Que São Elas        | Silmara                   |                                        |
| 2005 | A Grande Família            | Repórter                  | Episódio: Van Esperança                |
| 2006 | Paixões Proibidas           | Emília Salgado            |                                        |
| 2009 | A Grande Família            | Míriam                    | Episódio: Se o Meu Terapeuta Falasse   |
| 2009 | Geral.com                   | Noêmia                    |                                        |
| 2013 | As Canalhas                 | Débora                    | Episódio: Ingrid                       |
| 2017 | Questão de Família          | Telma                     | Episódio: Feridas                      |
| 2018 | Terrores Urbanos            | Virgínia Alvares          | Episódio: O Quadro do Menino que Chora |
| 2019 | Me Chama de Bruna           | Laura                     | 10 episódios                           |
| 2019 | Psi                         | Noêmia                    | 3 episódios                            |
| 2020 | Boca a Boca                 | Lia                       | 2 episódios                            |
| 2022 | Um Lugar ao Sol             | Dra. Beatriz              | Episódio: "10 de março"                |
| 2023 | Betinho - No Fio da Navalha | Tanda Souza               | Também preparadora de elenco           |
| 2025 | Beleza Fatal                | Anete                     |                                        |

### Cinema
| Ano  | Título                     | Personagem                                 | Notas          |
| ---- | -------------------------- | ------------------------------------------ | -------------- |
| 2001 | Voga                       |                                            | curta-metragem |
| 2004 | Benjamim                   | Assistente de Gâmbolo                      |                |
| 2005 | Cafuné                     | Joana                                      |                |
| 2009 | Alguns Nomes do Impossível |                                            | curta-metragem |
| 2010 | Como Esquecer              | Mônica                                     |                |
| 2010 | Nosso Lar                  | Assistente do Ministério do Esclarecimento |                |
| 2018 | Quase Memória              | Sônia                                      |                |
| 2024 | As Polacas                 | Perla                                      | [ 3 ]          |
| 2024 | Ninguém Sai Vivo Daqui     | Rosana                                     | [ 4 ]          |

### Teatro
- 1990 - Valsa n. 6
- 1990 - Testemunhas da Criação
- 1991 - Jardim das Borboletas
- 1991 - Romeu & Julieta
- 1993 - Confissões de Adolescentes
- 1994 - Perdoa-me por me Traíres
- 1996 - Édipo de Tabas
- 1997 - Assembleia de Mulheres
- 1999-00 - A Boa
- 2000 - Shopping & Fucking
- 2000 - O Casamento
- 2001 - Nostalgia
- 2001 - Dia dos Namorados
- 2001 - O Jardim das Cerejeiras
- 2002 - No Círculo das Luzes
- 2003 - A Morte de um Caixeiro Viajante
- 2007 - Não Vamos Falar Sobre Isso Agora
- 2008 - Os Estonianos
- 2009 - Um Navio no Espaço ou Ana Cristina César
- 2011 - Histórias de Amor Líquido
- 2012 - A Mecânica das Borboletas
- 2013 - Quem Tem Medo de Virgínia Woolf
- 2017-20 - Passarinho